# 拉丁美洲和加勒比经济委员会
拉丁美洲和加勒比经济委员会（英語：Economic Commission for Latin America and the Caribbean, ECLAC；葡萄牙文：Comissão Econômica para a América Latina e o Caribe, CEPAL），是联合国经济及社会理事会旗下的區域委員會之一。其总部位于智利聖地牙哥市。1951年7月于墨西哥设立分部。1966年于特立尼達多巴哥西班牙港设立另一分部。

## 歷史
1948年2月25日，聯合國經濟及社會理事會通过了106(四)決議案。名為拉丁美洲经济委员会（The Economic Commission for Latin America）。
后来越来越多加勒比海區域的國家加入。在1984年7月27日，聯合國經濟及社會理事會決定將其名稱更改為拉丁美洲和加勒比经济委员会（Economic Commission for Latin America and the Caribbean）。

## 目標
1. 促進拉丁美洲地區的經濟發展
2. 協助以及規劃政策來達成經濟目標
3. 加強與其他國家之間的經濟與貿易關係
4. 提倡地區性社會發展

## 成員國
拉丁美洲和加勒比经济委员会拥有46个成员国，包括：
| 安地卡及巴布達 | 阿根廷   | 巴哈马 |          |        | 玻利维亚       | 巴西     | 加拿大         | 智利     |
| 哥伦比亚       |          | 古巴   | 多米尼克 |        |                | 薩爾瓦多 | 法國           | 德国     |
| 格瑞那達       |          |        | 海地     |        | 義大利         | 牙买加   | 日本           | 墨西哥   |
| 荷蘭           | 尼加拉瓜 | 挪威   | 巴拿马   | 巴拉圭 | 秘魯           | 葡萄牙   | 圣基茨和尼维斯 | 圣卢西亚 |
|                | 大韓民國 | 西班牙 | 苏里南   | 土耳其 | 千里達及托巴哥 | 英国     | 美国           | 乌拉圭   |
| 委內瑞拉       |          |        |          |        |                |          |                |          |